# Oleksandr Danîliuk
Oleksandr Danîliuk (în ucraineană Олександр Данилюк; n. 22 iulie 1975, Grigoriopol, RSS Moldovenească, URSS) este un politician ucrainean care a deținut postul de secretar al Consiliului de Securitate Națională și Apărare al Ucrainei (mai–septembrie 2019), șef al Centrului național de coordonare a securității cibernetice (iunie–octombrie 2019) și ministru al finanțelor în guvernul lui Volodîmîr Hroisman (2016–2018). 
S-a născut într-o familie de ucraineni din orașul Grigoriopol, RSS Moldovenească, URSS (actualmente în Transnistria, Republica Moldova).